# Flammes sur l'Asie
Pour les articles homonymes, voir The Hunters.
Pour plus de détails, voir Fiche technique et Distribution.
Flammes sur l'Asie (titre original : The Hunters) est un film américain réalisé par Dick Powell, sorti en 1958

## Synopsis
En 1952, le major Saville de l'United States Air Force est affecté en Corée, où il rencontre un lieutenant et sa charmante épouse, Kristina, dont il tombe amoureux. Cela va compliquer les relations professionnelles des deux hommes alors que les combats aériens font rage.

## Fiche technique
- Titre : Flammes sur l'Asie
- Titre original : The Hunters
- Réalisation : Dick Powell
- Scénario : Wendell Mayes d'après le roman de James Salter sur les F-86 Sabre pendant la guerre de Corée
- Directeur de la photographie : Charles G. Clarke
- Société de production : Twentieth Century-Fox Film Corporation
- Pays :  États-Unis
- Langue : anglais
- Format : Couleur ( DeLuxe) — 35 mm — 2,35:1  (CinemaScope)  — Son : 4-Track Stereo (Westrex Recording System)  (magnetic prints) / Mono (optical prints)
- Durée : 108 min (Royaume-Uni : 105 min)
- Classification : USA : Approved (certificat #19007)

## Distribution
- Robert Mitchum (VF : Roger Tréville) : Major Cleve Saville
- Robert Wagner (VF : Michel François) : Lt. Ed Pell
- Richard Egan (VF : Claude Bertrand) : Colonel Dutch Imil, CO 54th Fighter Group
- May Britt (VF : Claire Guibert) : Kristina 'Kris' Abbott
- Lee Philips (VF : Michel Gudin) : 1stLt. Carl Abbott
- John Gabriel : 1stLt. Corona
- Stacy Harris : Col. Monk Moncavage
- Victor Sen Yung : fermier coréen
- Nobu McCarthy (non créditée) : employée japonaise

## À noter
- Les combats aériens mettent en scène deux types d'avions : les North American F-86 Sabre contre des Republic F-84 Thunderstreak maquillés en MiG-15.